# Alpaida rosa
Alpaida rosa là một loài nhện trong họ Araneidae.
Loài này thuộc chi Alpaida. Alpaida rosa được Herbert Walter Levi miêu tả năm 1988.